# Baldriga de Tasmània
La baldriga de Tasmània (Puffinus tenuirostris) és un ocell marí de la família dels procel·làrids (Procellariidae), d'hàbits pelàgics, que habita al Pacífic Sud, migrant fins a l'hemisferi nord durant l'hivern austral. Cria a les illes de l'Estret de Bass i a la costa sud-est d'Austràlia.